# 科德拉
50°35′39″N 29°34′0″E / 50.59417°N 29.56667°E
科德拉（烏克蘭語：Кодра）是位於烏克蘭北部的市級鎮，由基辅州布恰区的馬卡里夫市鎮負責管轄。該鎮處於馬卡里夫以北28公里，始建於1765年，面積4.8平方公里，2014年人口1,444，人口密度每平方公里301人。